# 今夜不設防
《今夜不設防》（英語：Celebrity Talk Show）是亞洲電視於1989年至1990年間製作的深夜成人清談節目，由香港四大才子中的黄霑、倪匡、蔡澜主持，監製為趙汝強，共有四輯。節目挑戰電視尺度，廣受觀眾歡迎，節目播出後黃霑、倪匡、蔡瀾三人曾被傳媒並稱為「香港三大名嘴」。
2013年1月至2月，節目在亞視歲月留聲台重播。亞洲電視數碼媒體亦提供了免費重溫，除了《不設防金裝夜宴》一集。

## 背景
早於1978年情色演員陳維英聯同盧遠、廖淑儀（佳視）、洪國華（麗的電視）和亦嘉主持的《哈囉夜歸人》，成人清談節目已開始萌芽，惟麗的電視接手後，受新聞界、教育界及宗教界人士非議，只播放了五集便遭腰斬，麗的於是企劃一個尺度相對嚴格的成人節目《貓頭鷹時間》，並一直播放至電視台易手至邱德根為止。1980年代末期，由於白韻琹主持的深夜電台節目《盡訴心中情》風行一時，無綫電視也趁機邀請她過檔，並安排與盧大偉及關朝聰一同主持深夜節目《零時話風情》，另一邊廂亞視也製作了以李道洪、周美鳳、洪羅拔為首的深夜節目《活色生香》，直至1993年亞視改革而停播為止，播放期比本節目長。
黃霑、倪匡及蔡瀾當年經常到夜總會尋歡作樂，卻不滿意服務質素，便與亞視商議製作一個清談節目，能邊跟美女嘉賓談話，邊品嘗美酒，結果獲拍板。三人此前亦曾與無綫電視洽談，但對方擔心尺度問題而處於膠著。
節目名脫自資料撰稿審閱黎紹輝的意念「星期五不設防」，首播前亞視在報紙刊登全版廣告，配合節目主題，把三人的頭貼在裸男身上，並配以宣傳標語「月光光，清談把盞論四方。坦蕩蕩，應設防處不設防。」

## 概要
節目每集皆會邀請不同嘉賓接受訪問，由演員、歌手以至導演等；因三人認為美女較能吸引觀眾，第一輯全是女嘉賓，第二輯起才邀請男性。黃霑曾表示找嘉賓是最困難的一節，因為香港明星有限，而且很多都跟對手無綫電視有合約。出席的多衝著與主持之間的交情，不收分文，或由主持支付酬金，後來改由亞視支付，由四位至五位數不等，視卡士而定。節目嘉賓收取酬金，據監製趙汝強所述是「開香港電視史先河」。
首兩輯多在亞視的廠景拍攝，除了《不設防金裝夜宴》於一個私家游泳池錄影。第四輯開始增加「外景」，如豪華遊艇、高級桑拿場和嘉禾電影《聊齋艷譚》的廠景。
《今夜不設防》談話內容廣泛，以風花雪月、人生經歷為主，間中論及時事；並獲形容為「花花公子式的三級電視節目」，因為話題常涉及性與愛，包括初次性經驗、拍寫真集在陌生人前裸露的私隱問題。主持和嘉賓亦不時在節目內吸煙、飲酒。不過它是錄播節目，據蔡瀾所述粗口和過於大膽的內容會被剪走。監製趙汝強曾表示，因為當年電檢處對粗口的禁制很嚴格，需要以「嘟」聲掩蓋粗口方能播出，無聲音但口形像說粗口都不例外；隨着電檢處在此事上漸受到節目觀眾及亞視的非議，才容許節目播出少量可接受的粗口。三位主持更為此「慶祝」來暗諷電檢處其過於守舊的取態。在喝酒鏡頭方面，電檢處亦為此發出過「勸喻」，節目方唯有以茶杯盛酒，及提醒主持避免在節目期間作鼓勵飲用酒精飲品的行為。
黃霑自評三人表達上各有不同的缺點，但由於是多年的朋友，組合起來卻產生良好的化學作用；然而他們亦曾被批評光顧著自己辯論、不斷插嘴而忽略了嘉賓。節目成為一個都市話題，有論者認為原因是名嘴和明星效應，而且主持的問題夠大膽，成功針對香港的性壓抑社會氛圍。

## 其他
- 英國廣播公司的外景隊曾經拍攝節目錄影的情況[11]。
- 1989年亞洲小姐競選決賽其中一個環節採用了《今夜不設防》的形式，由黄霑、倪匡、蔡瀾三人與佳麗對答創下超高收視率。原創創意由《今夜不設防》編審黎紹輝聯同當時綜藝科製作副總監區偉星合力議訂亞洲小姐競選準決賽及決賽內容；後因當時創作主任余詠珊覺得這構思想法必勝，遂向製作部總監陳翹英提出由自己負責，沿用編審黎紹輝所訂方案進行直播製作，結果創下超高收視率記錄。
- 同期無綫電視於《歡樂今宵》推出過節目《超級三名對》，由夏雨、盧海鵬和譚炳文模仿黃倪蔡三人[7][21]。

## 嘉賓
排列根據亞洲電視數碼媒體網站及YouTube

### 第1輯
- 第1集：惠英紅、鍾楚紅
- 第2集：林青霞、郭菱
- 第3集：王祖賢、李麗珍、陳嘉玲、袁潔瑩
- 第4集：張曼玉、吳君如、上山安娜、樂蓓
- 第5集：林燕妮、陳佩珊、劉玉婷、薛芷倫、水彥
- 第6集：王小鳳、于莉、梁玉瑾
- 第7集：一條小百合、梁韻蕊、夏文汐
- 第8集：吳家麗、高麗虹、溫碧霞
- 第9集：小泉今日子、關之琳
- 第10集：顧美華、戚美珍、單桂枝
- 第11集：胡慧中、葉子楣、陈奕诗
- 第12集：施南生（圍繞八九學運、直播；此集在歲月留聲重播時被抽起，2018年亞洲電視數碼媒體提供點播重溫）
- 第13集：利智、陳玉蓮

### 第2輯
- 第1集：徐克（六四特輯；此集在歲月留聲重播時被抽起，2018年亞洲電視數碼媒體提供點播重溫，後來亦被下架）
- 第2集：成龙
- 第3集：周润发
- 第4集：曾志偉
- 第5集：劉家良、翁靜晶
- 第6集：吴宇森、李修賢、成奎安、朱江
- 第7集：劉培基、余嘉文、劉娟娟、琦琦
- 第8集：麥嘉
- 第9集：勝新太郎、羅大佑
- 第10集：许冠文
- 第11集：倪震、斯琴高娃、方保羅、周梁淑怡
- 第12集：张艾嘉
- 第13集：沒有嘉賓
- 第14集：岑建勳
- 第15集：高志森、伍启天、简而清
- 第16集：张国荣
- 第17集：成龍（第二次）
- 不設防金裝夜宴（於深灣遊艇會舉行）：王祖賢、林青霞、周美鳳、洪羅拔、李道洪、麥潔文、柏安妮、黎小田、陳自強、成龍、林建岳、羅美薇、姚瑋、吳宇森、關之琳、朱慧珊、陳輝虹、倪震、陳奕詩、陳雪雯、劉芊蒂、陳佩珊、葉子媚、鄭少秋、上山安娜、斯琴高娃、何鴻燊、萬綺雯、袁潔儀、伍詠薇、趙靜儀、翁虹、劉娟娟、琦琦、馬詩慧

### 歲晚不設防
劉芊蒂、葉晨、葉子媚、惠英紅、翁虹、萬綺雯、趙靜儀、伍詠薇、袁潔儀、陳穎芝、羅大佑、胡慧中、文素、劉玉婷、夏志珍、黎小田、彭健新、徐日勤、陳少琪、西脇美智子、黃安源、陳潔靈、鄧光榮、曾志偉

### 第4輯
- 第1集：工藤瞳（日语：工藤ひとみ）（在特朗普曾經擁有的豪華遊艇Trump Princess（後改名Kingdom 5KR（英语：Kingdom 5KR））上拍攝及訪問）
- 第2集：王小鳳、午馬（尖東棕南海桑拿）
- 第3集：文素、葉子媚（嘉禾電影《聊齋艷譚》廠景）
- 第4集：黎智英、程小东、张艺谋、巩俐
- 第5集：泰迪罗宾、张郁雷（陽明山莊）
- 第6集：麥當雄、許鞍華（尖東帝國中心梨花園韓國餐廳；已結業）
- 第7集：司馬燕、李子雄（灣仔Bottoms Up Club；已結業）
- 第8集：吴君如、邱淑贞、林建明（尖沙咀聲雅廊卡拉OK）
- 第9集：李香琴、關德興
- 第10集：麥潔文、王世瑜、黃百鳴、梁婉靜
- 第11集：葉童
- 第12集：楊凡、胡燕妮
- 第13集：甄妮

## 資料來源
1. ↑  . 華僑日報. 1989-04-14: 25  [2025-06-29].
2. ↑  . 華僑日報. 1989-12-06: 22  [2025-06-29].
3. ↑  周, 華山. . HK: 青文書屋. 1990: 66.
4. ↑  朱克. . HK: 天地圖書. 1985: 217–232.
5. ↑  周, 華山. . HK: 青文書屋. 1990: 47–48.
6. ↑  . 蘋果日報. 2004-11-25. （原始内容存档于2019-08-28）.
7. 1 2 3 4 5 6  Zhai, Haoran; 翟浩然.  Chu ban. Xianggang: Ming bao zhou kan. 2013  [2021-07-03]. ISBN 988-15404-2-9. OCLC 864462641. （原始内容存档于2020-09-14）.
8. ↑  . YouTube. 2022-07-16  [2023-05-22]. （原始内容存档于2023-05-22）.
9. 1 2  罡槁. . 聯合晚報. 1989-09-15. （原始内容存档于2020-08-09）.
10. ↑  . 華僑日報 (香港 : 華僑日報有限公司). 1989-05-12.
11. 1 2 3  潘國駒、何華. . 八方文化創作室. 2015: 102. ISBN 9813206357.
12. ↑  . 華僑日報. 1990-04-17.
13. ↑  . 東方新地. （原始内容存档于2019-09-03）.
14. ↑  . 華僑日報. 1989-06-24.
15. ↑  鄧小樺. . 香港獨立媒體. 2017-06-04. （原始内容存档于2020-04-26）.
16. 1 2  鍾澤明. . 華僑日報. 1989-04-09.
17. ↑  . 聯合晚報. 1989-07-06. （原始内容存档于2020-08-09）.
18. 1 2  Yuebashi.; 月巴氏.  Chu ban. Xianggang. : 107. ISBN 9789881749253. OCLC 859828029.
19. ↑  甘國亮、趙汝強.  (電視節目). HK: ATV. 2012-06-29 （粵語）.
20. ↑  龍吐珠. . 華僑日報. 1989-05-05.
21. ↑  林敏. . 大漢公報. 1989-04-18.
22. ↑  .   [2018-10-17]. （原始内容存档于2020-08-08）.
23. ↑  .   [2018-10-17]. （原始内容存档于2020-08-08）.
24. ↑  .   [2018-10-17]. （原始内容存档于2020-08-08）.
25. ↑  .   [2021-05-29]. （原始内容存档于2021-06-04）.
26. ↑  .   [2021-05-29]. （原始内容存档于2021-06-03）.
27. ↑  .   [2021-05-29]. （原始内容存档于2021-06-04）.
28. ↑  .   [2018-10-17]. （原始内容存档于2020-08-08）.